# Baciamano

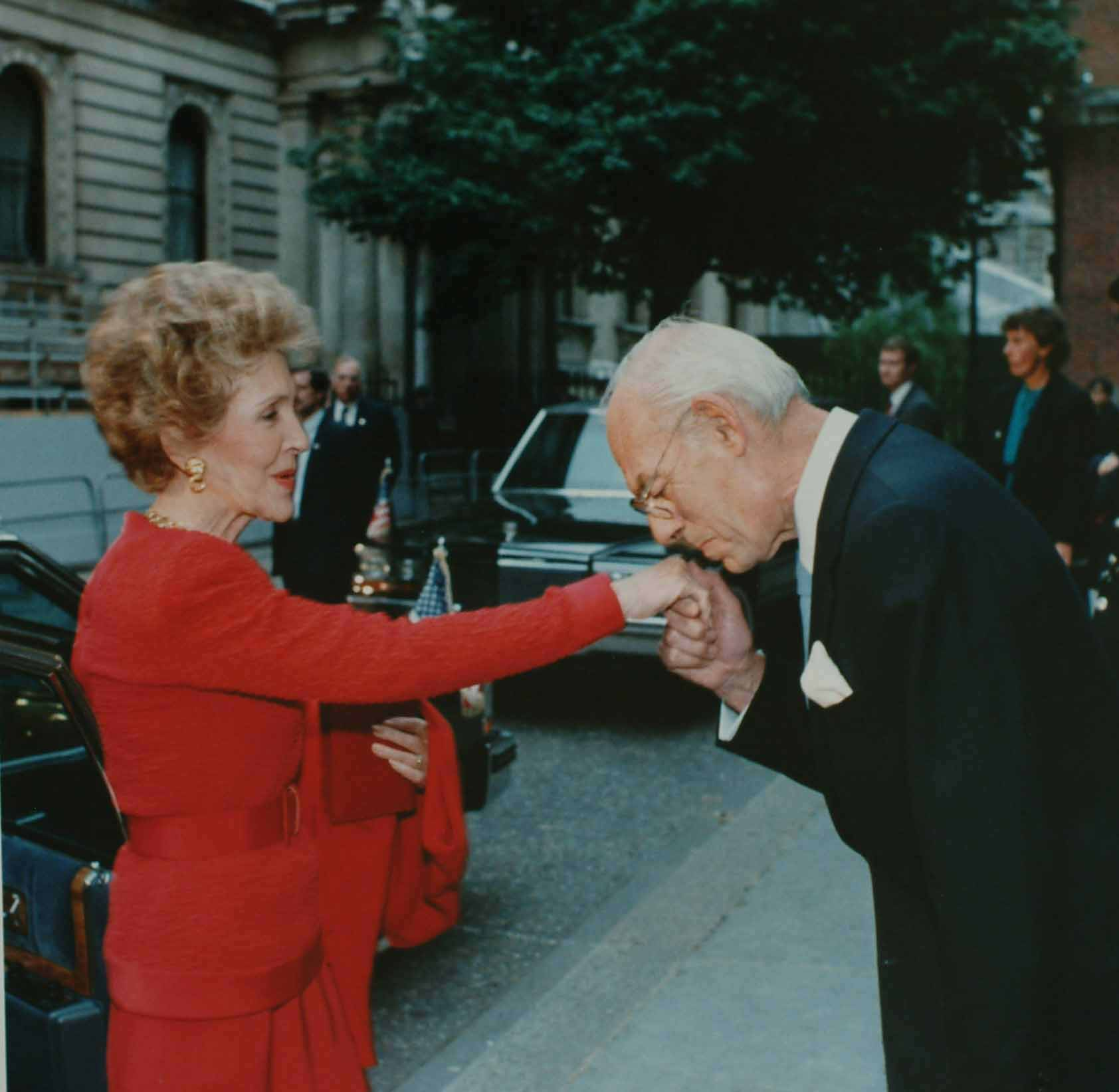
Denis Thatcher accoglie la first lady statunitense Nancy Reagan baciandole la mano, 1988.

Il baciamano è un gesto di cortesia, correttezza, rispetto, ammirazione o anche devozione di una persona verso un'altra.
Il rito del baciamano ha inizio con la persona che porge la mano col palmo verso il basso ad un'altra o da una persona che si protende a prendere la mano dell'altra. La persona che bacia la mano si inchina di fronte all'altra persona e (spesso solo simbolicamente) le tocca le nocche con le labbra. Secondo la tradizione moderna, ad ogni modo, le labbra non devono mai toccare proprio la mano, in quanto in occasioni formali tali effusioni romantiche o intime sono giudicate inappropriate. Il gesto è breve, della durata di circa un secondo.
Oggi il gesto del baciamano è divenuto un gesto raro da attuare e da ricevere, relegato esclusivamente all'ambito devozionale o diplomatico.
In Turchia, Malaysia, Indonesia e Brunei, è invece un modo comune per salutare persone di ambo i sessi, specialmente se si tratta di parenti stretti (genitori, nonni o zii) e insegnanti.
Il baciamano è divenuto famoso grazie alla serie di film de Il padrino in senso onorifico nei confronti del "don". Esso è utilizzato nel mondo del cinema per film d'epoca come Le relazioni pericolose.

## Gesto cavalleresco
Il baciamano è considerato un gesto di cavalleria di un uomo nei confronti di una dama. La pratica ha avuto origine alla corte polacco-lituana passando poi a quella spagnola del XVII - XVIII secolo. Il gesto si diffuse velocemente non solo in Polonia, ma anche in Austria, Ungheria, Slovacchia, Romania e Russia.
Tradizionalmente il rito del baciamano era iniziato dalla dama che porgeva all'uomo la propria mano. La dama era di rango equivalente o superiore rispetto all'uomo salutato. Era un gesto di cortesia e di estrema cortesia, al punto da essere considerato improprio rifiutarsi di offrire la mano o peggio ritirarla. Attualmente, la pratica è divenuta piuttosto rara ed è stata più spesso rimpiazzata da un bacio sulla guancia o da una stretta di mano.
Nel passato, presso le corti europee, il baciamano era il deferente saluto per antonomasia; esso era effettuato anche dalle donne verso donne di rango superiore, pure se parenti prossime (ad esempio verso la regina o l'imperatrice, da figlie, nipoti, cugine, a prescindere dall'età). È il gesto che si può vedere nei film ambientati in quelle epoche (ad esempio ne La principessa Sissi).
Attualmente, il baciamano è considerato un gesto romantico, spesso iniziato da un uomo piuttosto che da una donna. Nei casi di intimità il baciamano è spesso concluso effettivamente, non solo simulato. Esso ha però acquisito un connotato soprattutto improntato sull'attrazione personale (o di forte ammirazione) piuttosto che un gesto di cortesia. Nel corso del XXI secolo il gesto è stato inoltre spesso travisato come una parodia o una presa in giro del gesto originario. Ad esempio, per un uomo dire buonanotte alla sua fidanzata tramite un baciamano è considerata una presa in giro in quanto è un'estremizzazione della pratica originaria.

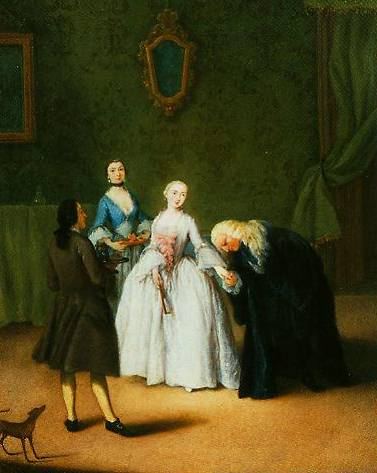
Un nobiluomo bacia la mano di una dama, dipinto di Pietro Longhi, 1746
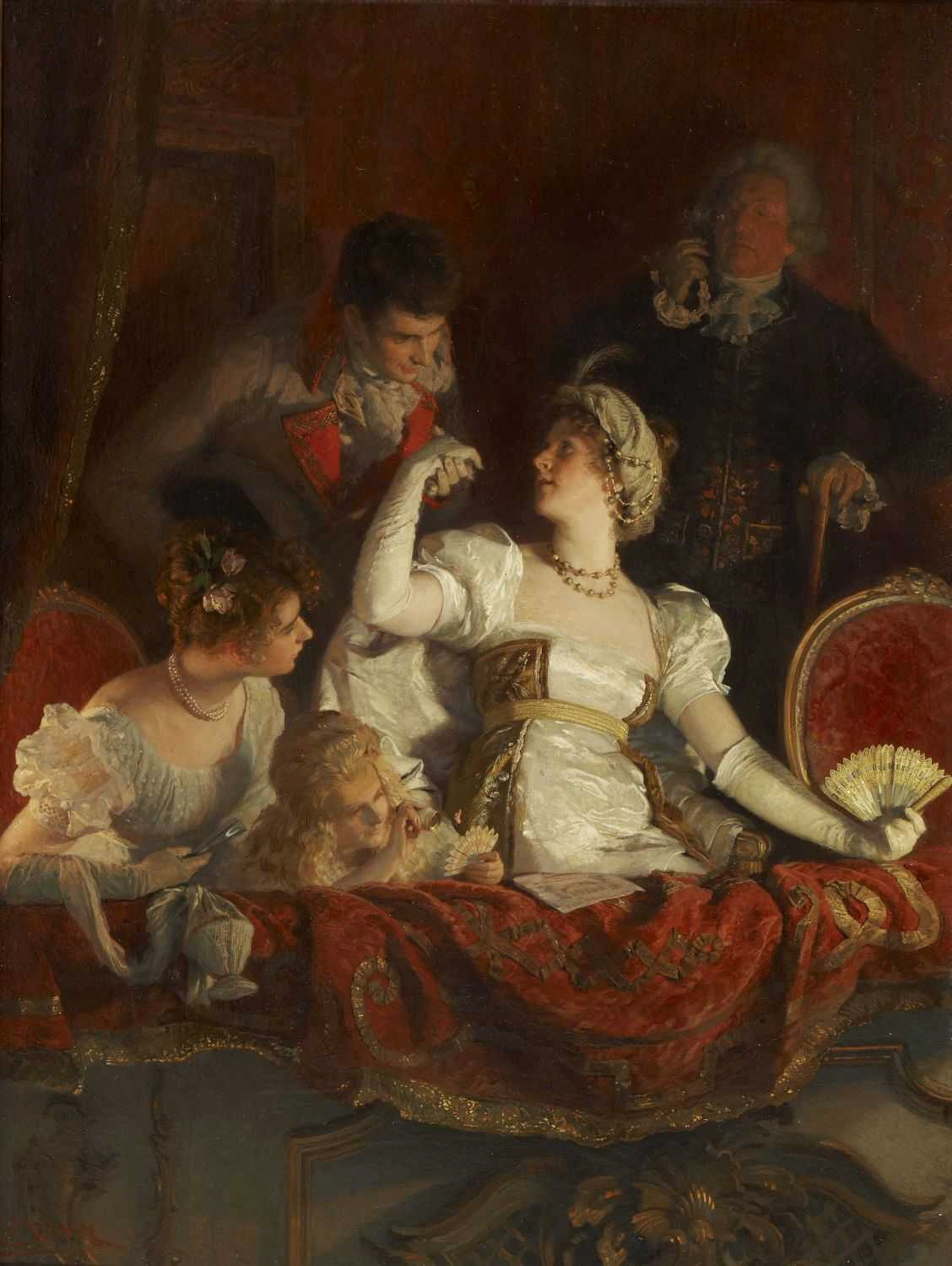
In teatro, XIX/XX secolo
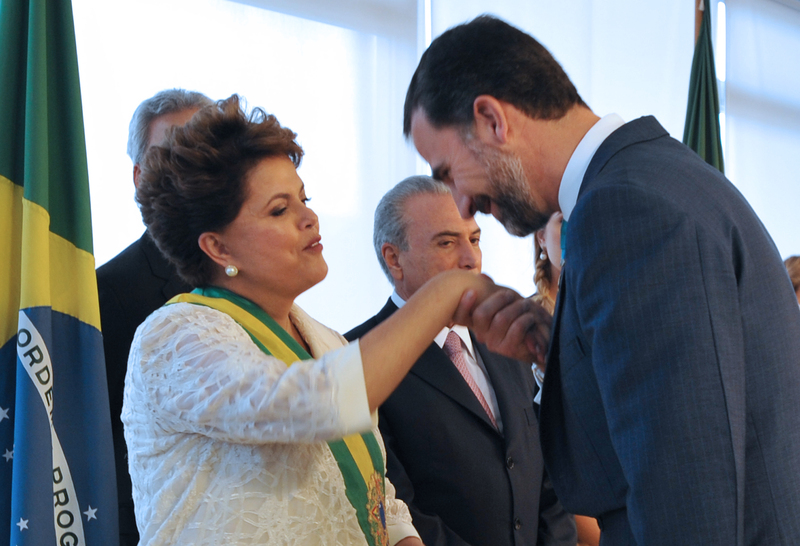
La presidentessa brasiliana Dilma Rousseff e l'allora principe delle Asturie durante la giornata d'inaugurazione della nuova presidentessa il 1º gennaio 2011

## Gesto di fedeltà

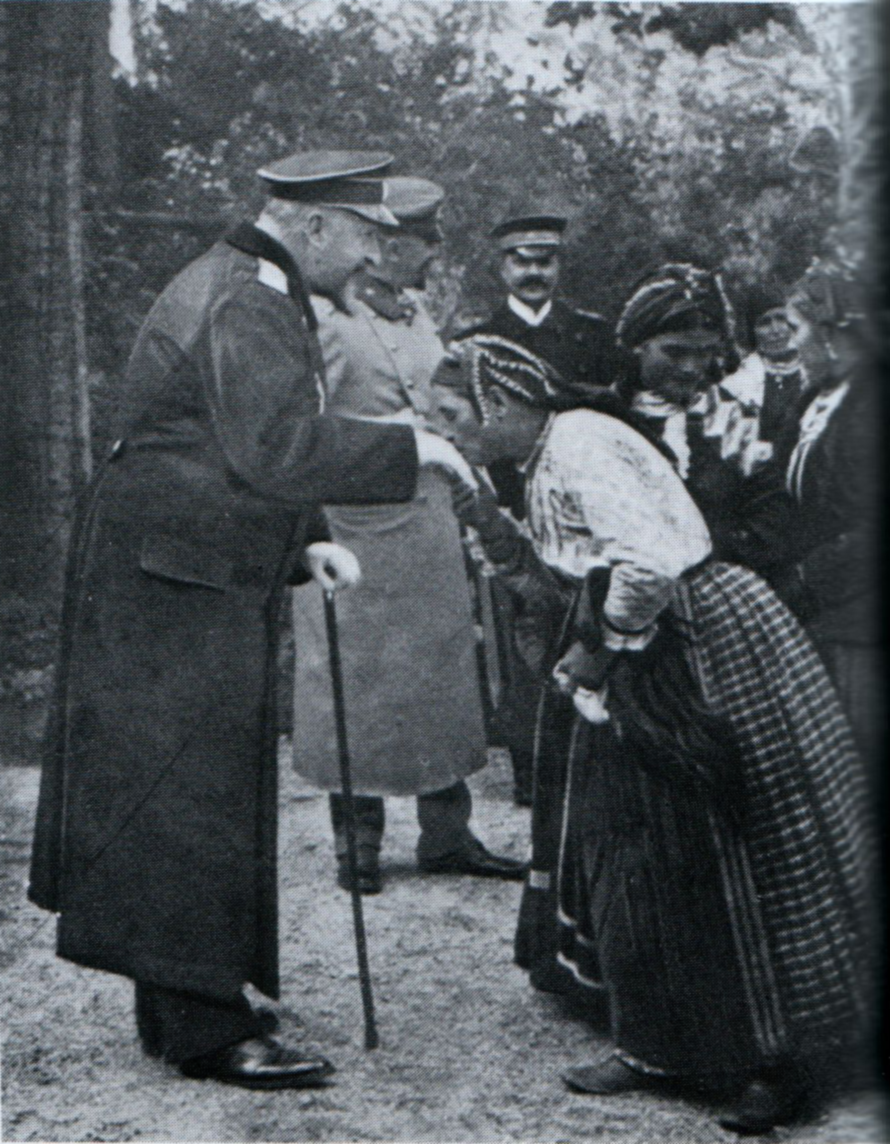
Una donna bulgara bacia la mano a Ferdinando I nel 1916

Il baciamano è considerato un gesto di formale sottomissione o di legame ad un capo di stato o ad un ambasciatore come gesto diplomatico. Il gesto indica sottomissione tramite il bacio dell'anello (o del sigillo di stato) come riconoscimento simbolico dell'autorità di una persona. Il gesto divenne comune nell'aristocrazia europea tra XVIII e XIX secolo. Iniziò a scomparire nel XX secolo, rimpiazzato da una più egualitaria stretta di mano.

## Uso religioso

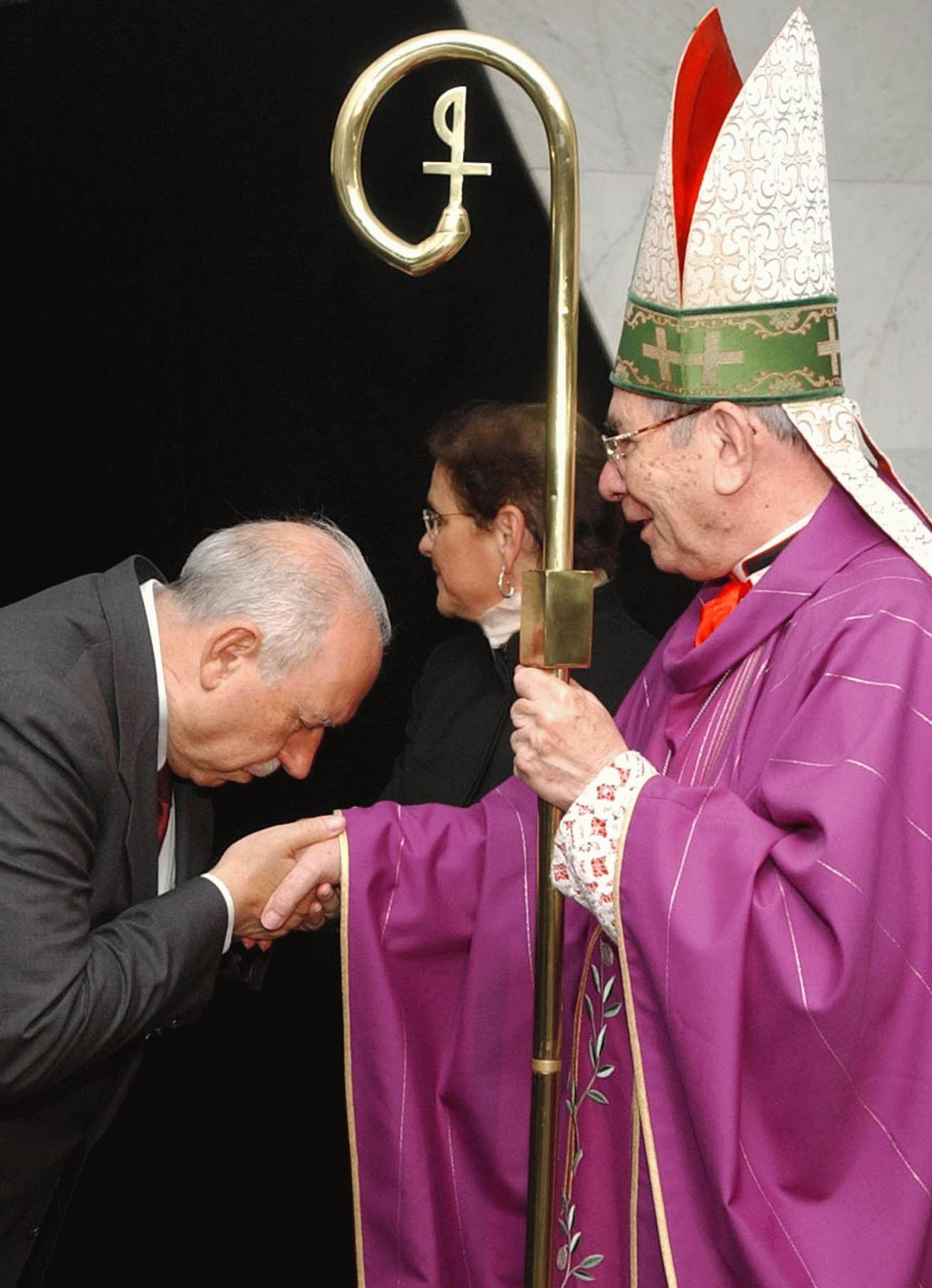
Il vicepresidente del Brasile (2003–2010), José Alencar, bacia l'anello alla mano destra del cardinale José Freire Falcão

Nella Chiesa cattolica, un incontro con il pontefice o con un cardinale, o con un prelato inferiore, comporta il bacio dell'anello alla mano destra. Anche se tale pratica non è più obbligatoria oggigiorno, alcuni devoti cattolici combinano il baciamano con l'inginocchiarsi sul ginocchio sinistro come espressione di filiale rispetto nei confronti di un alto prelato. Talvolta il gesto del baciamano può essere accompagnato dal sacerdote con una benedizione impartita con l'altra mano. Nella Chiesa cattolica, inoltre, è tradizione per i laici baciare le mani di un presbitero e particolarmente quando è appena ordinato e dopo la sua prima messa, in segno di venerazione nei confronti del crisma utilizzato nei riti esplicativi dell'ordinazione e del Santissimo Sacramento tenuto tra le mani dal nuovo prete durante la messa. Durante la Messa tridentina, i ministranti o il clero di classe inferiore è solito baciare la mano destra del celebrante quando gli porge un oggetto.
Nella Chiesa ortodossa, è appropriato e uso comune per i laici salutare i presbiteri o i vescovi con un profondo inchino, dicendo «Padre, beneditemi» (ad un prete) o «Signore, beneditemi» (ad un vescovo). Il chierico quindi benedice con il segno della croce. I cristiani ortodossi baciano le mani dei loro presbiteri e vescovi non solo come segno di rispetto, ma anche di venerazione nei confronti del Corpo di Cristo tenuto tra le mani durante l'eucaristia. È inoltre pratica comune, quando si scrive una lettera ad un prete, terminare la lettera con le parole: «Baciando la vostra mano destra». Durante la divina liturgia, i ministranti o il clero di classe inferiore è solito baciare la mano destra del celebrante quando gli porge un oggetto, come ad esempio il turibolo o l'aspersorio. Tale pratica può essere sostituita da un profondo inchino.
A livello religioso, vi sono testimonianze di baciamano in uso religioso anche nel Califfato islamico già all'inizio del VII secolo.